# Betonzusatzmittel
Betonzusatzmittel
sind in Wasser gelöste oder aufgeschlämmte Mittel, die dem Beton beigemischt werden, um durch physikalische und/oder chemische Wirkungen die Eigenschaften des Frisch- oder Festbetons, wie z. B. Verarbeitbarkeit, Abbindverhalten, Erhärten oder Dauerhaftigkeit, zu verändern. Die Zugabe der Mittel erfolgt entweder direkt bei der Herstellung im Betonwerk oder nach der Anlieferung auf der Baustelle. Im Fall der Baustellenzugabe wird der Beton vor dem Zugeben der Mittel als Ausgangsbeton bezeichnet.
Da Betonzusatzmittel nur in geringer Menge beigefügt werden, brauchen sie, im Gegensatz zu Betonzusatzstoffen, bei der Erstellung der Rezeptur des Betons nicht als Volumenbestandteile berücksichtigt zu werden.

## Definition und Wirkungsgruppen
Betonzusatzmittel sind in der europäischen Norm EN 934 „Zusatzmittel für Beton, Mörtel und Einpressmörtel“, die in allen CEN-Mitgliedsländern verbindlich gilt, definiert. Der Teil 2 der EN 934 enthält die Definitionen und Anforderungen an Betonzusatzmittel. Dementsprechend ist ein Betonzusatzmittel:

„ein Stoff, der während des Mischvorgangs des Betons in einer Menge hinzugefügt wird, die einen Massenanteil von 5 % des Zementanteils im Beton nicht übersteigt, um die Eigenschaften der Betonmischung im frischen und/oder erhärteten Zustand zu verändern.“

Die EN 934-2 enthält Definitionen und Anforderungen für folgende einzelne Wirkungsgruppen:
- Betonverflüssiger
- Stabilisierer
- Luftporenbildner
- Beschleuniger: Erstarrungsbeschleuniger und Erhärtungsbeschleuniger
- Verzögerer
- Dichtungsmittel

… sowie kombinierten Wirkungsgruppen:
- Verzögerer / Betonverflüssiger
- Verzögerer / Fließmittel
- Erstarrungsbeschleuniger / Betonverflüssiger

## Anwendung
Betonzusatzmittel liegen in pulverförmiger oder flüssiger Form vor und werden beispielsweise benutzt bei:
- hohen oder tiefen Temperaturen
- komplizierter Geometrie
- lang dauernden Betonagen

Neben ihren erwünschten Wirkungen können Betonzusatzmittel das System aus Zement, Gesteinskörnung und Wasser auch negativ beeinflussen, was durch eine entsprechende Eignungsprüfung zu ermitteln ist. Sie dürfen mit anderen Betonbestandteilen keine störenden Wechselwirkungen eingehen und den Korrosionsschutz der Bewehrung nicht negativ beeinflussen. Die Verwendung von Beton nach DIN 1045 verlangt eine Zulassung (Prüfzeichen) mit Angaben über die Verwendung.

## Dosierung
Betonzusatzmittel werden in der Regel flüssig und in geringen Mengen zugegeben. Die Zugabe, bezogen auf das Zementgewicht, liegt im Allgemeinen im Bereich von 0,2–2 %. Der vom Hersteller empfohlene Dosierbereich sollte beachtet werden, wobei die tatsächliche Dosierung durch geeignete Eignungsprüfungen mit den später an der Baustelle verwendeten Stoffen ermittelt werden muss. Bei der Dosierung von mehr als 3 l/m³ (also 0,3 Vol.-%) Beton muss die darin enthaltene Wassermenge bei der Berechnung des w/z-Werts berücksichtigt werden. Unterdosierung verringert meist deutlich den angestrebten Effekt. Überdosierung können dagegen unerwünschte Effekte, wie Abbindeverzögerung, Druckfestigkeitsverluste oder Entmischungen, mit sich bringen. Daher wurden für die Baupraxis Grenzwerte festgelegt. Zusatzmittel verschiedener Wirkungsgruppen sollten nicht miteinander vorgemischt werden, da dies zu unerwünschten Reaktionen führen kann. Auch sollten Zusatzmittel gleicher Wirkungsweise, aber verschiedener Hersteller nicht miteinander kombiniert werden (Ausnahme: mehrere Fließmittel gleichzeitig).